# Giấy khai sinh

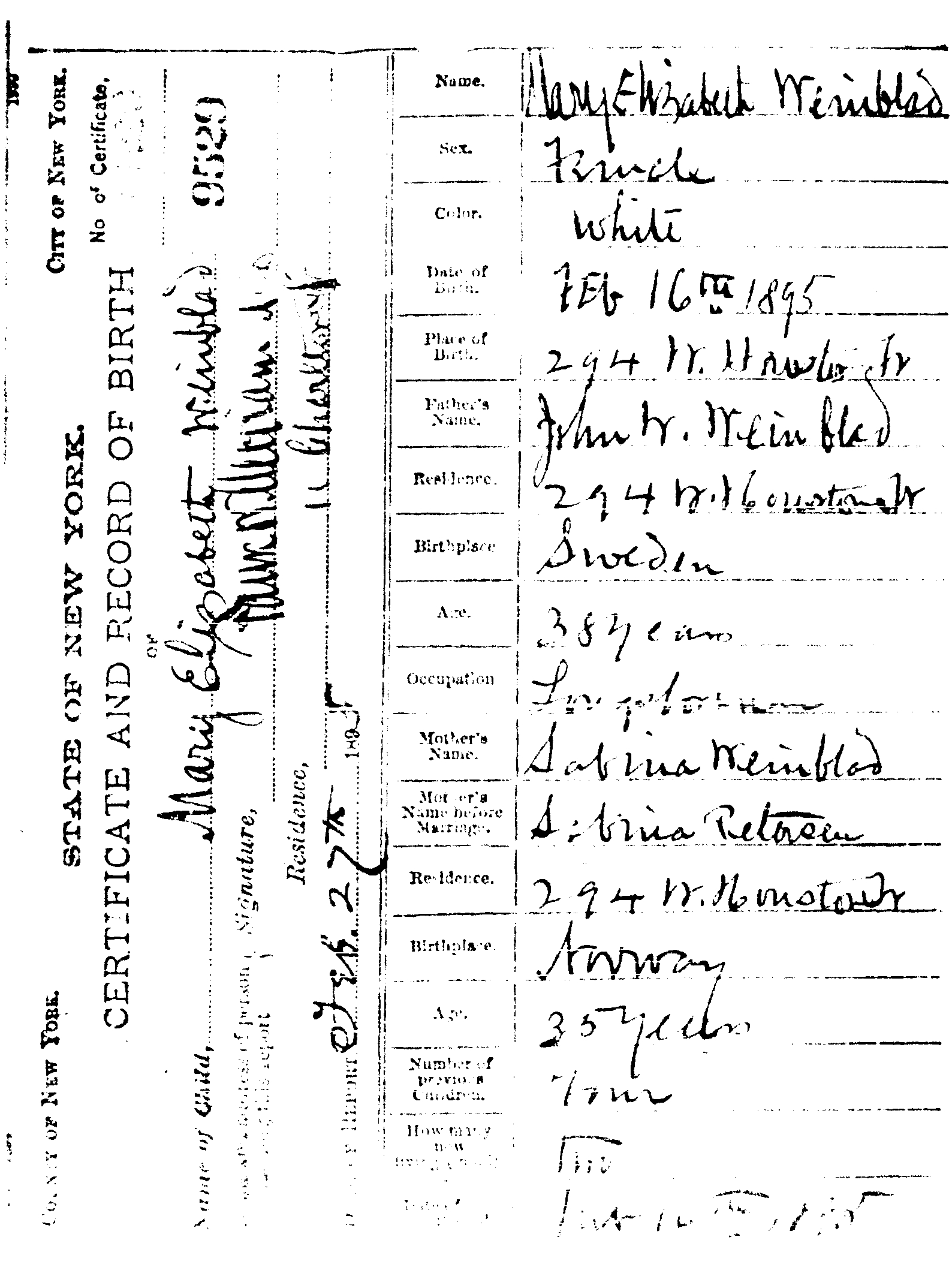
Giấy khai sinh của Mary Elizabeth Winblad (1895–1987)

Giấy khai sinh là một hồ sơ quan trọng ghi lại việc ra đời của một đứa trẻ. Thuật ngữ "giấy khai sinh" có thể đề cập đến tài liệu gốc xác nhận hoàn cảnh sinh nở hoặc bản sao có chứng thực hoặc đại diện cho việc đăng ký tiếp theo của lần sinh đó. Tùy thuộc vào quyền hạn, giấy khai sinh có thể có hoặc không chứa xác minh sự kiện bởi tư cách là bà đỡ hoặc bác sĩ.

## Lịch sử và đương đại

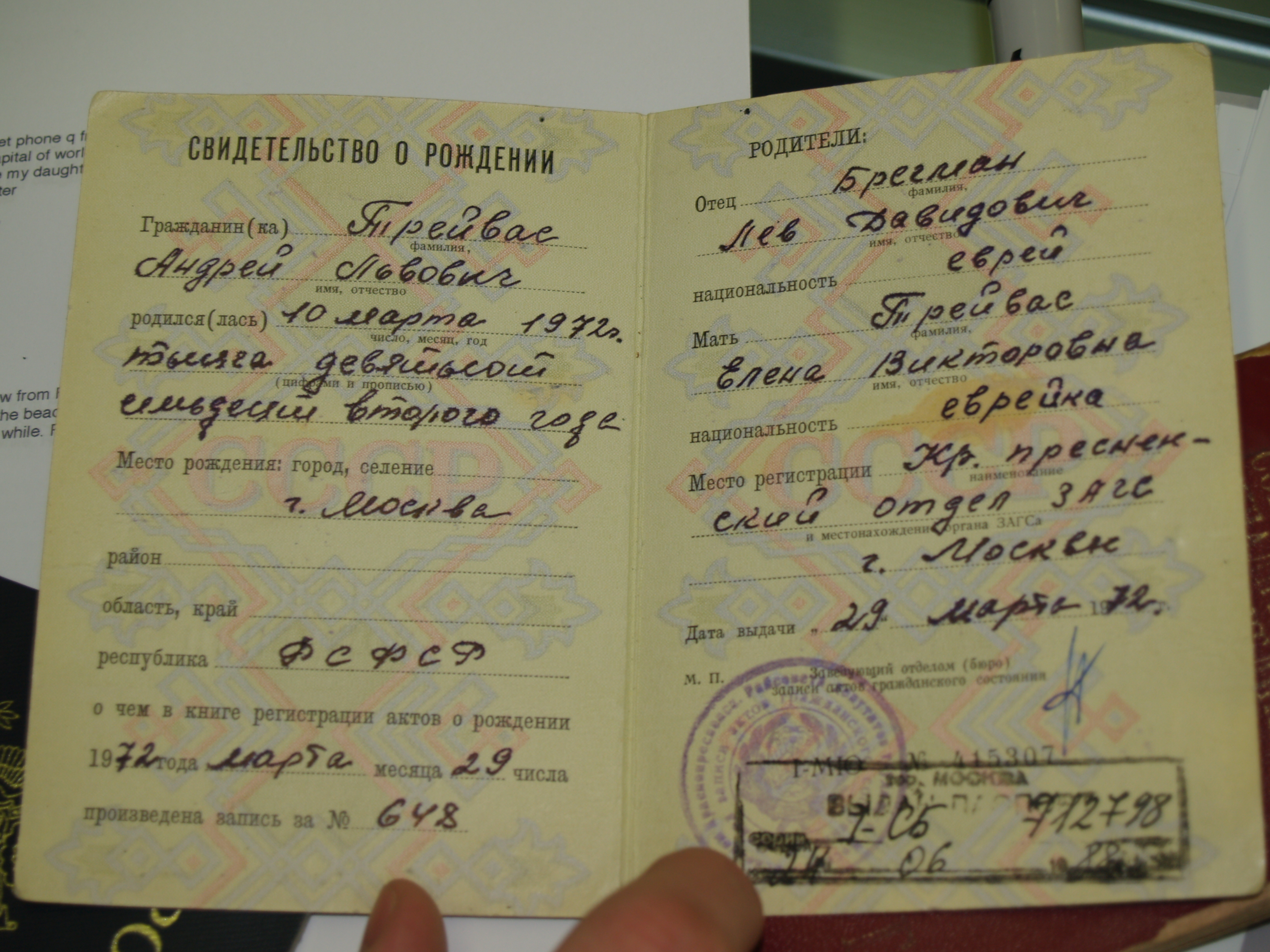
Giấy khai sinh của Liên Xô từ năm 1972.

Giấy tờ ghi chép thông tin sinh nở là một thông lệ được tổ chức rộng rãi trong toàn bộ nền văn minh nhân loại, đặc biệt là ở Trung Quốc, Ai Cập, Hy Lạp, Rome và Ba Tư. Mục đích ban đầu của loại thống kê quan trọng này là vì mục đích thuế và để xác định nhân lực quân sự có sẵn. Ở Anh, các ca sinh ban đầu được đăng ký với các nhà thờ, những người duy trì sổ đăng ký khai sinh. Công việc này được tiếp tục vào thế kỷ 19. Việc đăng ký khai sinh bắt buộc với chính phủ Vương quốc Anh là một thông lệ bắt nguồn từ ít nhất là từ năm 1853. Trên khắp Hoa Kỳ không có một hệ thống được tiêu chuẩn hóa nào cho đến năm 1902.
Hầu hết các quốc gia đều có đạo luật và luật pháp quy định việc đăng ký khai sinh. Ở tất cả các quốc gia, trách nhiệm của bác sĩ của bà mẹ, nữ hộ sinh, quản trị viên bệnh viện hoặc cha mẹ của đứa trẻ để hiểu rằng việc sinh được đăng ký chính xác với cơ quan chính phủ chuyên trách.
Hồ sơ sinh thực tế được lưu trữ với một cơ quan chính phủ. Cơ quan đó sẽ phát hành các bản sao được chứng thực hoặc đại diện của hồ sơ khai sinh ban đầu theo yêu cầu, có thể được sử dụng để áp dụng cho các lợi ích của chính phủ, chẳng hạn như hộ chiếu. Giấy chứng nhận được ký và/hoặc đóng dấu bởi hộ tịch viên hoặc người giám sát hồ sơ khai sinh khác, người được chính phủ ủy quyền.
Quyền của mọi trẻ em đối với tên và quốc tịch, và trách nhiệm của các chính phủ quốc gia trong việc đạt được điều này được nêu trong Điều 7 và 8 trong Công ước Liên hợp quốc về Quyền trẻ em: "Đứa trẻ sẽ được đăng ký ngay sau khi sinh và sẽ có quyền sinh ra từ một tên, quyền có được quốc tịch... "(Điều 7 của Công ước) và " Các quốc gia thành viên cam kết tôn trọng quyền của đứa trẻ để bảo vệ danh tính của mình, bao gồm quốc tịch, tên và quan hệ gia đình... " (Điều khoản 8).
...... Đó là một tờ giấy nhỏ nhưng nó thực sự thiết lập bạn là ai và cung cấp quyền truy cập vào các quyền và đặc quyền cũng như nghĩa vụ của quyền công dân.— Tổng Giám mục Desmond Tutu, tháng 2 năm 2005

Mặc dù có 195 quốc gia phê chuẩn Công ước quyền trẻ em nhưng có đến hàng triệu trẻ em trên toàn thế giới ra đời không được đăng ký khai sinh. Theo dữ liên liên quan đến trẻ em không được đăng ký khai sinh được ước chừng. Khoảng 29% các quốc gia không có sẵn hoặc đủ dữ liệu để đánh giá tiến bộ toàn cầu hướng đến mức độ bao phủ toàn cầu với mục tiêu phát triển bền vững. Tuy nhiên, từ dữ liệu có sẵn, UNICEF ước tính rằng hơn 1/4 trẻ em dưới 5 tuổi trên toàn thế giới chưa dược đăng ký khai sinh. Mức đăng ký khai sinh thấp nhất được tìm thấy ở châu Phi cận Sahara (43%). Hiện tượng mất cân đối này tác động đến các hộ nghèo và người dân bản địa. Ngay cả ở nhiều nước phát triển, điều này cũng góp phần gây khó khăn trong việc tiếp cận đầy đủ các quyền công dân.